# Gőzgombóc

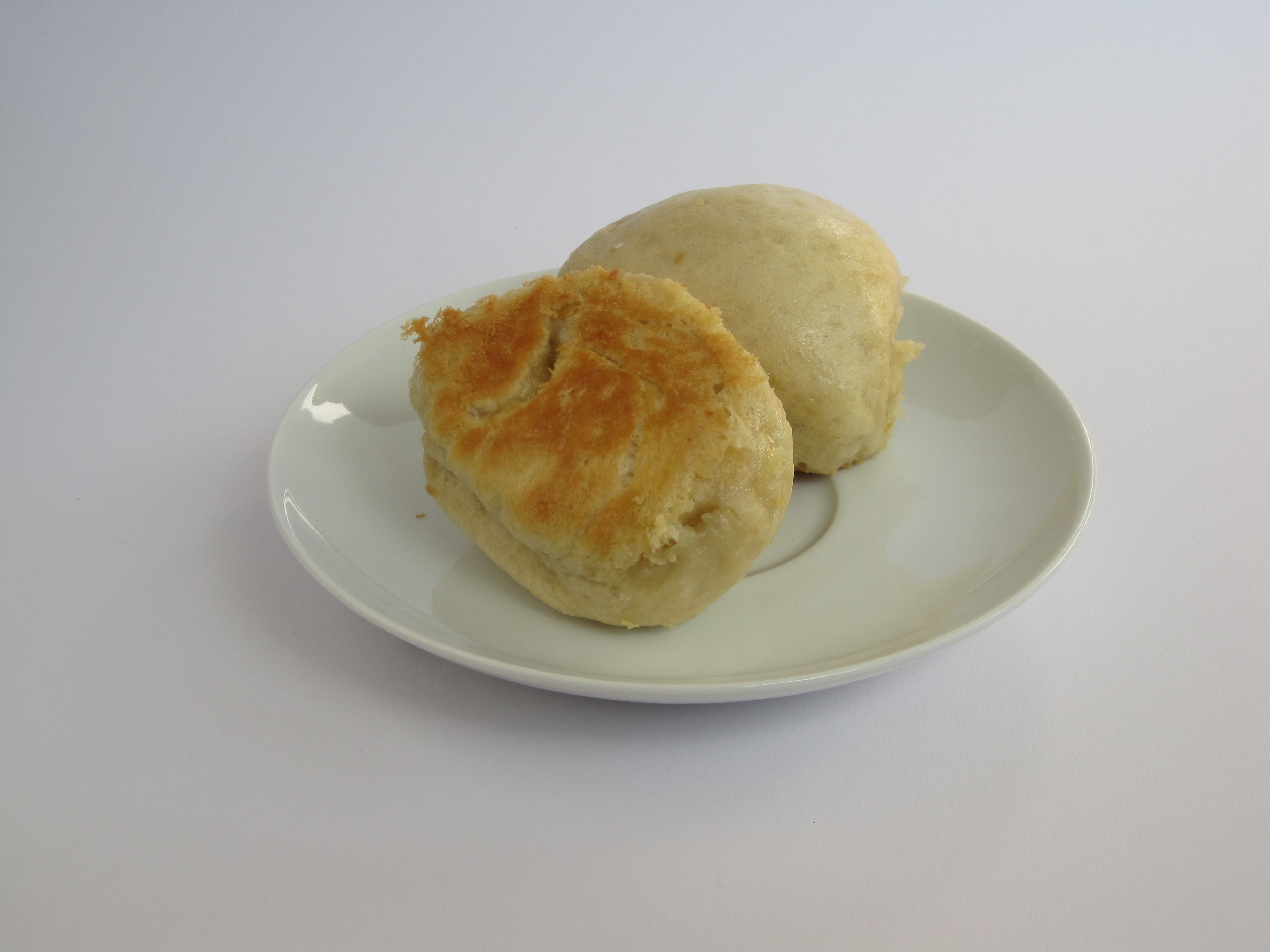
Gőzgombóc, feltálalva

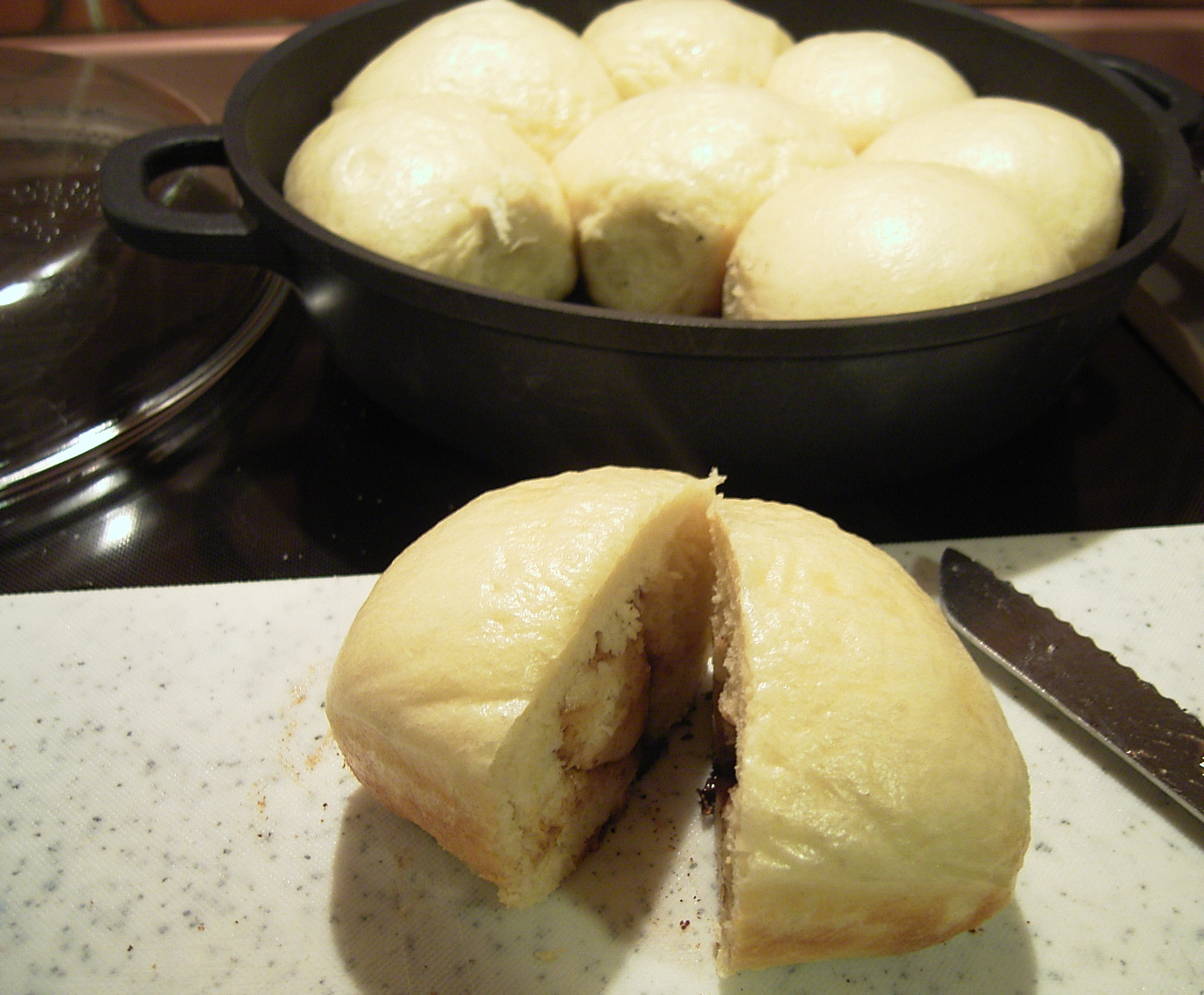
Gőzgombóc, felvágva

A gőzgombóc (Dampfnudel) a délnémet konyha hagyományos tésztaféléje. Kelt tésztából készül, mely lefedett fazékban egyidejűleg sül és gőzölődik úgy, hogy az alja ropogós lesz, míg a teteje puha marad. Készítik töltelékkel vagy anélkül, pl. a délnyugat-németországi Pfalz régióban legtöbbször töltelék nélkül készítik (lásd lentebb).

## Elkészítés
A gőzgombóc alapja a kelt tészta. Hozzávalói: tej, liszt, élesztő, só, egy kevés cukor és zsiradék (pl. vaj); néha tojást is tesznek bele. Miután a tészta megkelt, ököl nagyságú golyókat formáznak belőle. Ezeket egy lezárt edényben párolják tejen és vajon (bajor recept), vagy sós vízben és egy kis zsiradékon (pfalzi recept). Mikor a hozzáadott víz elfő (kb. 15-25 perc), a  hasonló, ám kizárólag forrásban lévő sós vízben főzött Germknödel nevű gőzgombóccal ellentétben a Dampfnudel külsején kialakul egy aranybarna réteg ott, ahol az edény aljával érintkezik, mely az elkészítés módjától függően lehet édes vagy sós. Mivel ez a réteg könnyen a fazék aljára ragadhat, általában vastag fenekű, teflon bevonatú edényben vagy hagyományosan nehéz, öntöttvas serpenyőben készítik. Az edény fedőjére nehezéket tesznek, hogy a gőz ne szökjön ki.

## Változatai
A gőzgombócot főételként tálalják káposztával, salátával, uborkával vagy tejszínes gombamártással is, valamint desszertként meleg vagy hideg vaníliaszósszal, borhabbal vagy kompóttal.
Pfalz régióban a gőzgombóc egy hagyományos főétel, melyet édes köretekkel (például bormártással, vaníliaszósszal vagy szilva-, körte-, illetve hasonló befőttekkel) vagy sós ételekhez (például burgonyaleveshez, pörkölthöz vagy sertésraguhoz) fogyasztanak.
Ezen a vidéken az étkezést jellemzően zöldség- vagy burgonyalevessel kezdik, amely mellé gőzgombócot kínálnak, ezt követően pedig ismét gőzgombócot esznek, de már édes mártással. 
A gőzgombóc a kínai konyhában is ismert. Ott kelt tésztából, forrásban lévő víz felett, szitában gőzölve készítik. Tölteléke általában hús vagy valamilyen zöldségféle.

## Származása
Mai napig vitatott, hogy a Dampfnudel a bajor vagy a pfalzi konyhából származik-e. 2008-ban például a bajor földművelésügyi minisztérium felvette ezt az ételt egy bajor specialitásokat tartalmazó internetes adatbankba. Erre reagálva Hendrik Hering rajna-vidék-pfalzi földművelésügyi miniszter (SPD – Németországi Szociáldemokrata Párt) panaszlevelet írt kollégájának, Josef Millernek (CSU – Keresztényszociális Unió). A müncheni minisztérium válaszként biztosította a levél íróját afelől, hogy a Dampfnudel „garantáltan nem” tartozik azon különlegességek közé, melyeket Bajorország Európa-szerte le akar védetni. Pfalzban a gőzgombócot egyébként is különleges sós kéreggel készítve fogyasztják.

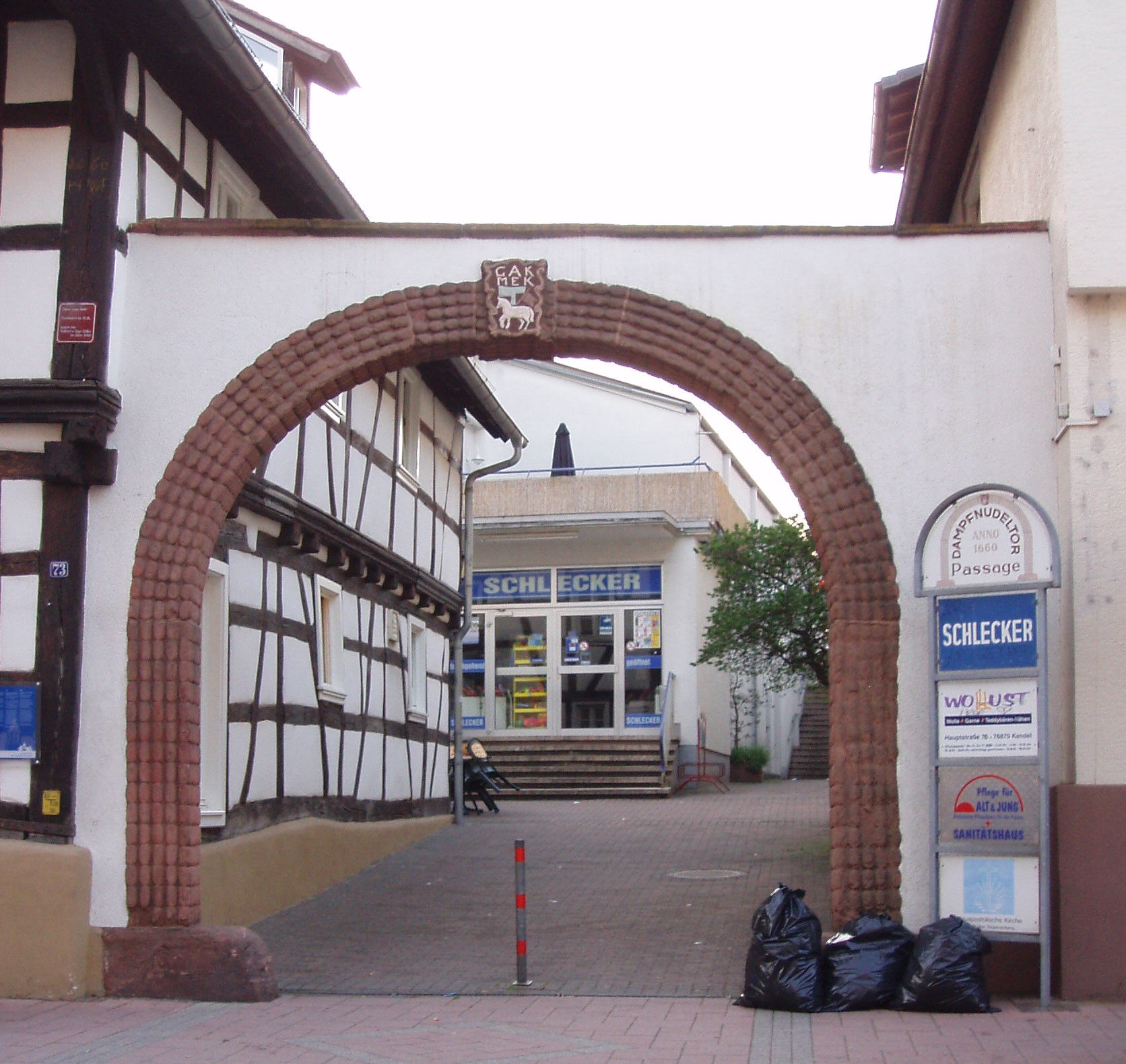
Dampfnudeltor, Kandel

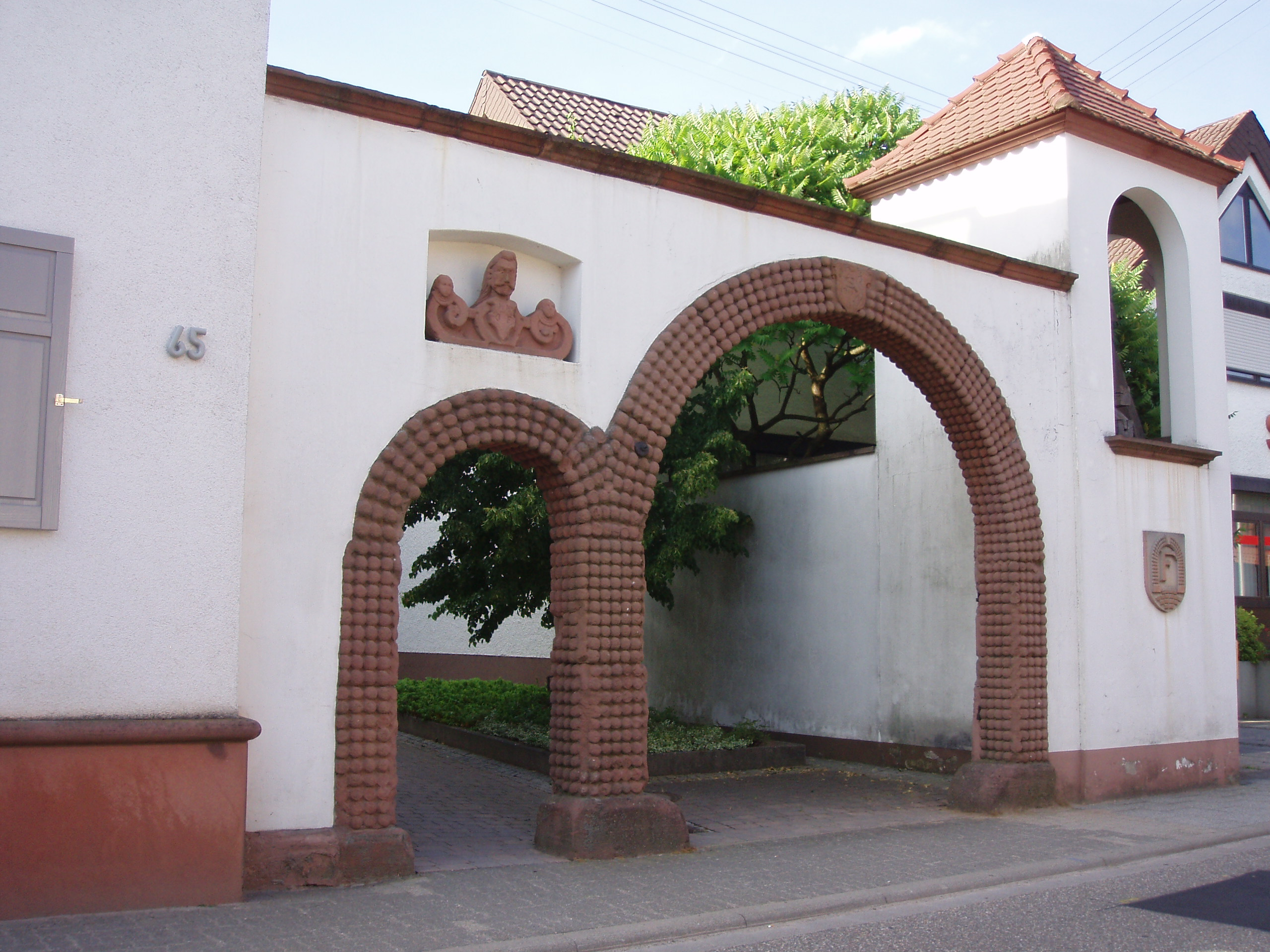
Dampfnudeltor, Freckenfeld

## Legendák
A pfalzi Kandel és Freckenfeld településeken úgynevezett gőzgombócos kapukat (Dampfnudeltor) találhatunk. Nevüket onnan kapták, hogy a kapuk boltíveit ezernél is több kőből készült gőzgombóccal díszítették. Freckenfeld gőzgombócos kapujáról a következő monda kering: A harmincéves háborúban egy svéd lovasszázad magas pénzösszeget követelt a polgároktól, fosztogatással és öldökléssel fenyegették meg őket, jóllehet a svédek akkoriban a helybeliekhez hasonlóan evangélikusok voltak. Egy küldöttség viszont elérte a svéd századosnál, hogy a követelést enyhítse. A megállapodás szerint, ha őt és katonáit bőségesen ellátják élelemmel, akkor megkímélik a lakosságot. Johannes Muck pékmester ezután feleségével és a szolgálólányukkal egy nagy üst mártást főzetett, és megparancsolta, hogy azt borral jól ízesítsék be. Ő pedig segédjeivel gőzgombócokat főzött, míg az összes katona jól nem lakott: összesen 1286 darabot. A lovasszázad elégedett volt a vendéglátással, és megkímélte a falut a további zsarolástól, rombolástól és öldökléstől.

## Fordítás
- Ez a szócikk részben vagy egészben a Dampfnudel című német Wikipédia-szócikk ezen változatának fordításán alapul.  Az eredeti cikk szerkesztőit annak laptörténete sorolja fel. Ez a jelzés csupán a megfogalmazás eredetét és a szerzői jogokat jelzi, nem szolgál a cikkben szereplő információk forrásmegjelöléseként.

## Kapcsolódó szócikk
- Osztrák gőzgombóc